# Air Mancur
Air Mancur is een bestuurslaag in het regentschap Alor van de provincie Oost-Nusa Tenggara, Indonesië. Air Mancur telt 635 inwoners (volkstelling 2010).